# Açude Jaburu II
Açude Jaburu II é um açude brasileiro no estado do Ceará, responsável pelo abastecimento hídrico de oito cidades.
Com capacidade de 101 641 000 m³, foi construído pelo DNOCS sobre o leito do rio Poti no município de Independência.